# Webriamata
Webriamata is een bestuurslaag in het regentschap Belu van de provincie Oost-Nusa Tenggara, Indonesië. Webriamata telt 1091 inwoners (volkstelling 2010).